# Jaroslav Vlček (Literaturhistoriker)

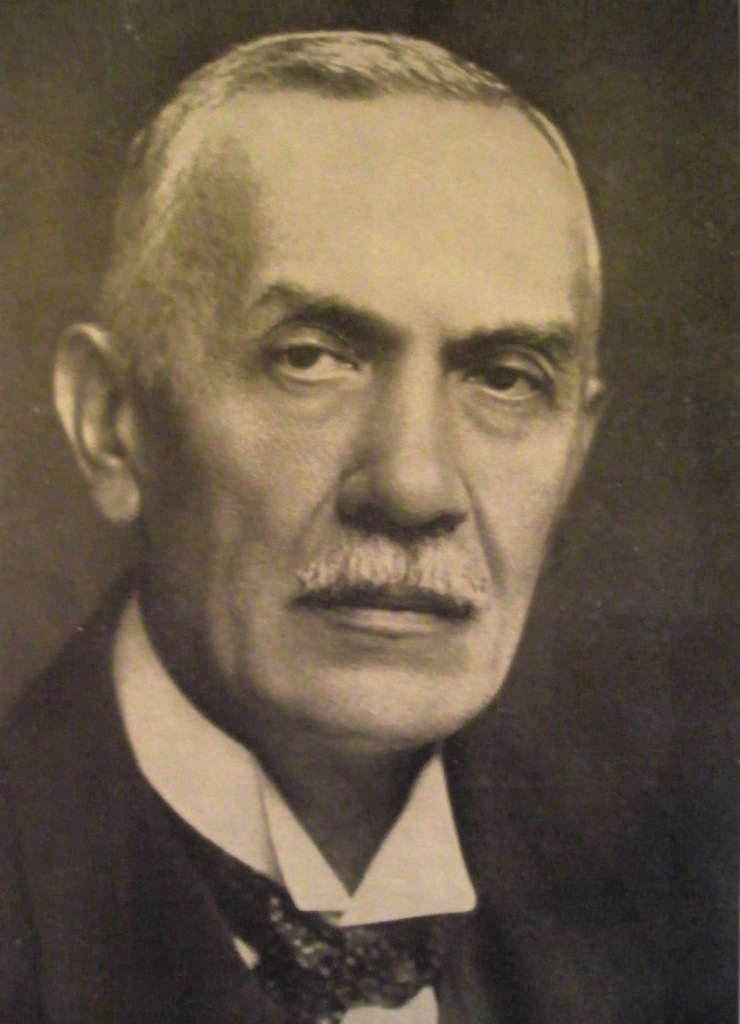
Jaroslav Vlček

Jaroslav Vlček (* 22. Januar 1860 in Banská Bystrica; † 21. Januar 1930 in Prag) war ein tschechoslowakischer Literaturhistoriker.

## Leben
Der Sohn eines tschechischen Gymnasialprofessors siedelte bald nach seiner Geburt nach Prag um. Dort besuchte er die Grundschule. Nach dem Tod seines Vaters kehrte er mit seiner slowakischen Mutter nach Banská Bystrica zurück und legte dort 1878 sein Abitur ab. Es folgte ein Studium an der Philosophischen Fakultät der Karls-Universität Prag. Während seines Studiums gründete er mit weiteren Studenten die Studentenvereinigung Detvan, derer erster Vorsitzender er dann auch wurde. 1882 nahm er die Stelle eines Mittelschulprofessors in Brünn an. 1901 berief man ihn zum Mitglied der Königlichen Wissenschaftsvereinigung und erteilte ihn eine Professur in Prag. 1924 wurde er als korrespondierendes Mitglied in die damalige Sowjetische Akademie der Wissenschaften aufgenommen.

## Werke
Vlček schrieb für zahlreiche Zeitschriften Literaturkritiken und Beiträge zur Literaturgeschichte. Seine Werke sind stark durch Positivismus beeinflusst.
- Přehled dějin literatury české
- Literatura na Slovensku, její vznik, rozvoj, význam a úspěchy
- Dejiny literatúry slovenskej
- První novočeská škola básnická
- Dějiny české literatury